# Župnija Ilirska Bistrica
Župnija Ilirska Bistrica je rimskokatoliška teritorialna župnija dekanije Ilirska Bistrica v škofiji Koper.

## Sakralni objekti
|    | slika             | cerkev                            | kraj / naselje            |
| -- | ----------------- | --------------------------------- | ------------------------- |
| 1. |                   | Cerkev sv. Petra župnijska cerkev | Ilirska Bistrica - Trnovo |
| 2. | [[Slika:\|150px]] | Cerkev sv. Jurija podružnica      | Ilirska Bistrica          |
| 3. |                   | Kapela sv. Janeza Krstnika kapela | Bač                       |

Od 1. januarja 2018  :
|    | slika | cerkev                       | kraj / naselje |
| -- | ----- | ---------------------------- | -------------- |
| 1. |       | Cerkev sv. Helene podružnica | Prem           |

## Drugi verski objekti
- Dom matere Tereze[3] šolskih sester notredamk (od 1888)